# Dittenheim
Dittenheim település Németországban, azon belül Bajorországban. Lakosainak száma 1924 fő (2023. december 31.). Dittenheim Gunzenhausen, Theilenhofen, Alesheim, Gnotzheim, Heidenheim és Meinheim községekkel határos.

## Népesség
A település népessége az elmúlt években az alábbi módon változott:
| Lakosok száma | 1622 | 853  | 1744 | 1749 | 1754 | 1770 | 1771 | 1774 | 1890 | 1924 |
|               | 1970 | 1975 | 2011 | 2012 | 2014 | 2015 | 2017 | 2019 | 2022 | 2023 |